# 內珀維爾鎮區 (伊利諾伊州杜佩奇縣)
內珀維爾鎮區（英語：Naperville Township）是位於美國伊利諾伊州杜佩奇縣的一個行政鎮區。

## 地方資料
根據2010年美國人口普查的數據，內珀維爾鎮區的面積為93.50平方千米，當中陸地面積為90.00平方千米，而水域面積為2.50平方千米。當地共有人口118037人，而人口密度為每平方千米1,262.43人。